# Pink Lady
El Pink Lady («Dama rosa») es un cóctel clásico a base de ginebra. Su color rosado se debe a la adición de granadina.

## Receta y variantes
Los ingredientes exactos para el Pink Lady varían, pero todas las variantes tienen en común el uso de ginebra, granadina y clara de huevo. En su forma más básica, el Pink Lady consta de estos tres ingredientes. Según el Royal Cafe Cocktail Book de 1937, está hecho con un vaso de ginebra, una cucharada de granadina y la clara de un huevo, agitado y colado en un vaso.
A menudo, también se agrega jugo de limón, entonces también llamado Clover Club. Algunos autores argumentan que el Pink Lady «original» difiere del Clover Club al agregar Applejack, lo que le da al Pink Lady su propio sabor distintivo.
Otra versión más cremosa del Pink Lady que ha existido al menos desde la década de 1920 agrega crema dulce a la forma básica. En Nueva Orleans, esta versión también se conocía como Pink Shimmy. En algunas recetas, la crema no se agrega a la forma básica, sino que simplemente reemplaza a la clara de huevo, y a veces también se agrega jugo de limón.
Por lo general, los ingredientes para cualquiera de las versiones se agitan con hielo, y después se cuela en un vaso con una cereza como decoración.

## Historia

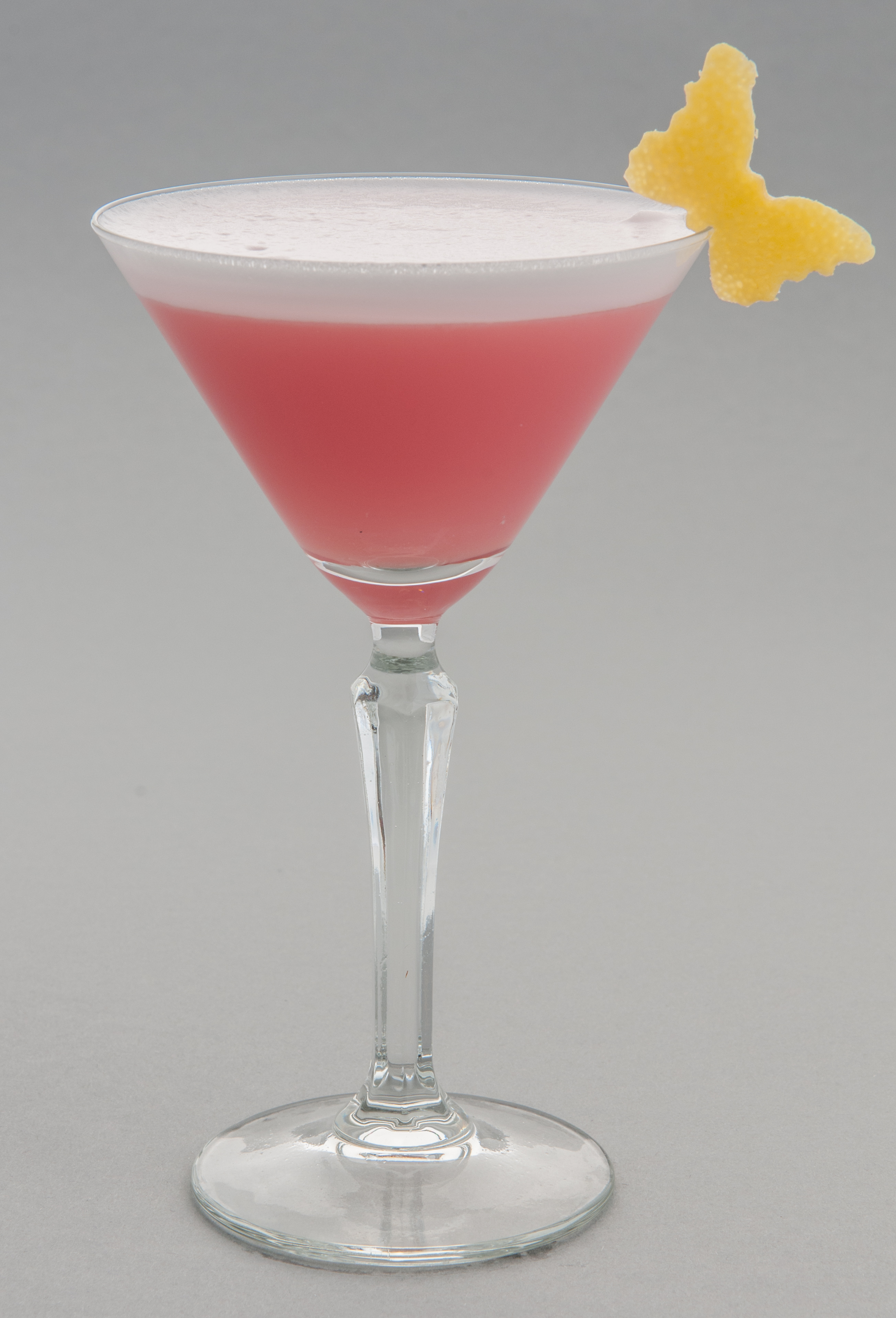
Pink Lady.

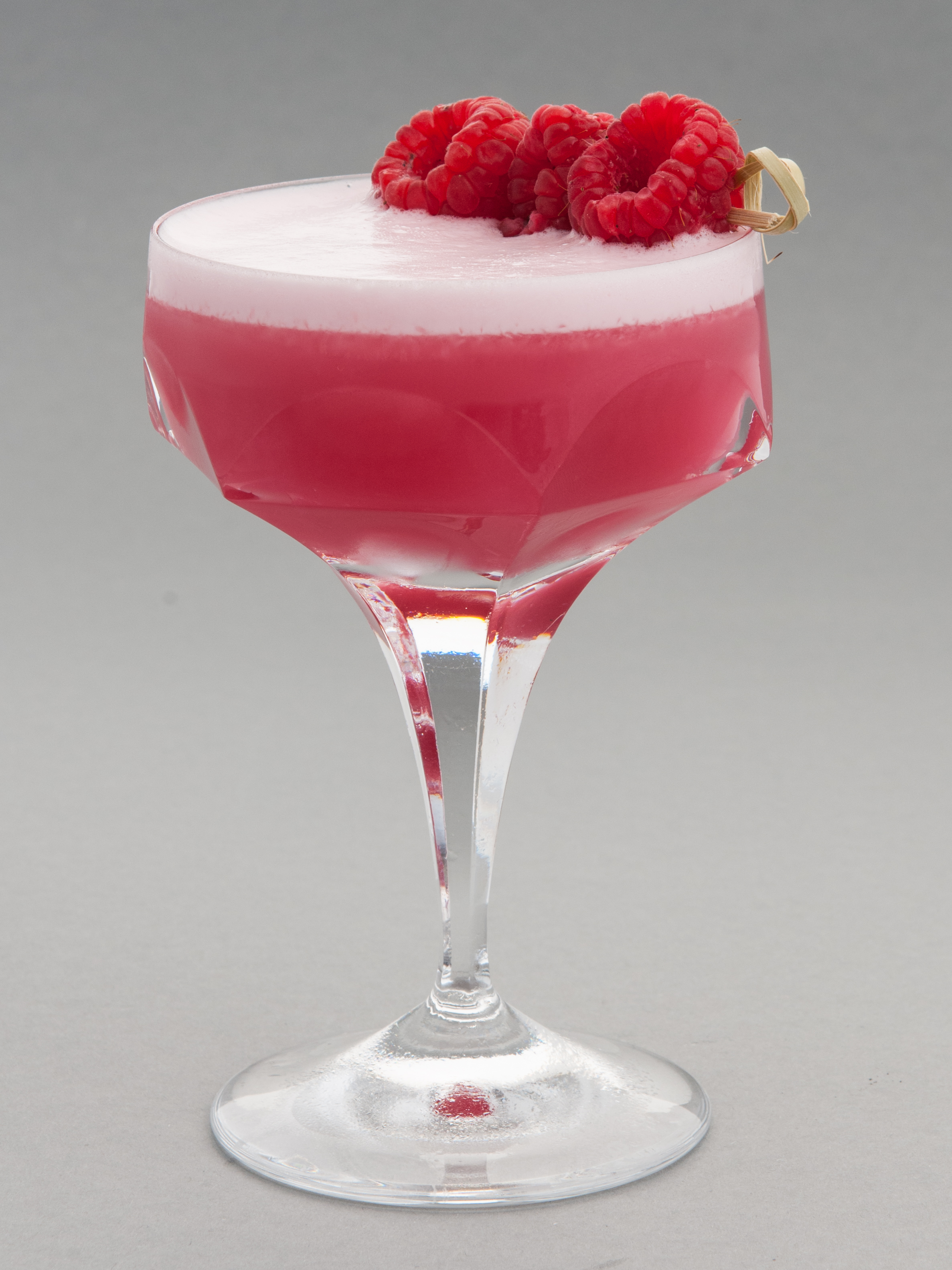
Clover Club.

El origen exacto del Pink Lady no se conoce con certeza. Ocasionalmente, su invención se atribuye a la arquitecta de interiores y figura prominente de la sociedad Elsie de Wolfe (1865-1950), pero la receta asociada con ella, sin embargo, difiere claramente de las recetas comunes. A veces se dice que el nombre del cóctel en sí fue tomado del musical de Broadway de 1911 de Ivan Caryll del mismo nombre, o en honor a su estrella Hazel Dawn, conocida como The Pink Lady. Durante la época de la prohibición (1920-1933), el cóctel ya era ampliamente conocido. En esos años era una bebida popular en el Southern Yacht Club en Nueva Orleans, donde también se ofrecía con el nombre de Pink Shimmy. Su receta se debió a Armond Schroeder, un asistente del gerente del club. La popularidad del Pink Lady podría explicarse en parte por la mala calidad de la ginebra durante la Ley Seca, debido a lo cual era necesario enmascarar el mal sabor de la ginebra.
A finales de los años 1930, el Pink Lady comenzó a adquirir la imagen de una bebida típicamente «femenina» o «para mujeres» debido a su nombre, el color rosa y el sabor dulce y cremoso generalmente asociado con el gusto de una mujer en publicaciones como Esquire's Handbook for Hosts (1949). Se dice de la estrella de Hollywood y símbolo sexual Jayne Mansfield, que solía beber un Pink Lady antes de las comidas. Posteriormente, el cóctel cayó en desgracia entre los críticos de cócteles masculinos, que se desanimaron por su supuesta naturaleza «femenina». El escritor y cantinero Jack Townsend especuló en su publicación The Bartender's Book (1951) que la apariencia nada amenazadora del Pink Lady puede haber atraído a mujeres que no tenían mucha experiencia con el alcohol. En un momento, el Pink Lady terminó en la lista de Esquire de los diez peores cócteles.